# UU Большого Пса
UU Большого Пса (лат. UU Canis Majoris), HD 43089 — двойная затменная переменная звезда типа Алголя (EA) в созвездии Большого Пса на расстоянии приблизительно 1823 световых лет (около 559 парсеков) от Солнца. Видимая звёздная величина звезды — от +12,7m до +10,96m. Орбитальный период — около 2,1665 суток.